# Bancalades
Bancalades, és una partida en part constituïda per camps de conreu actualment abandonats del terme municipal de Conca de Dalt, al Pallars Jussà, a l'antic terme de Toralla i Serradell, en el territori del poble d'Erinyà.
Està situada a llevant d'Erinyà, en els vessants de les serres que davallen cap al Flamisell, al sud-est del Congost d'Erinyà. És al sud-est dels Feners i al nord de lo Serrat, a ponent de la carretera N-260. La carretera local d'Erinyà i Serradell travessa aquesta partida en el primer quilòmetre del seu recorregut.